# Генрих II (епископ Констанца)
Генрих II фон Клингенберг (нем. Heinrich II. von Klingenberg, ок. 1240—1306) — князь-епископ Констанца в период с 1293 по 1306 годы и администратор аббатства Райхенау с 1296 по 1306 годы.
Будущий епископ Констанца происходил из Тургау и был сыном рыцаря Ульриха фон Клингенберга и Виллебурги фон Кастель. Получив образование в университетах Болоньи и Падуи, Генрих фон Клингенберг принял духовный сан. Параллельно он получил также титул доктора права, что позволило ему поступить на службу к королю Рудольфу, занимая должности королевского протонотария и вице-канцлера. И при новом короле Альбрехте Генрих оставался при дворе, выполняя различные административные и дипломатические поручения.
С 1280-х годов Генрих пытался занять духовную должность: как минимум, с 1282 года он был каноником в Констанце, позднее — каноником в Кёльне (здесь также архидиаконом), в Утрехте и в Цюрихе. В 1283 и в 1285 годах он был кандидатом на выборах епископа в Фрайзинге и в Пассау. Наконец, в 1288 году ему удалось стать пробстом имперского аббатства в Ксантене и в 1292 году — пробстом коллегиального капитула Девы Марии в Аахене.
После смерти констанцского епископа Рудольфа фон Габсбург-Лауфенбургского в 1293 году Генрих фон Клингенберг сразу же заявил свои претензии на кафедру, следствием чего стала добровольная отставка уже выбранного домским капитулом Фридриха фон Цоллерна, и утверждение Генриха в качестве нового предстоятеля епархии. 8 марта 1294 года он был посвящён в сан майнцским архиепископом Герхардом II фон Эппштайном.
В борьбе австрийского герцога Альбрехта I с Адольфом фон Нассау за германский трон Генрих фон Клингенберг активно поддержал Альбрехта, и 2 июля 1298 года во главе значительного вооружённого отряда из Констанца принял участие в решающем сражении при Гёльхайме, в ходе которого погиб Адольф фон Нассау. Поддерживая стремление Альбрехта усилить центральную власть в Германии, в 1301 году епископ Генрих участвовал также в конфликте короля с рейнскими курфюрстами.
В качестве князя-епископа Генрих фон Клингенберг прилагал значительные усилия по консолидации своих светских владений, а также смог приобрести ряд новых территорий, утраченных при его наследниках. Этой же цели, по всей видимости, служило также составление около 1300 года старейшего дошедшего до наших дней полиптика, или урбара епископства (так называемый нем. Klingenberg-Urbar), содержащего (во многих отношениях неполный) перечень собираемых натуральных и денежных сборов. Кроме того, в пределах своей епархии он поддерживал нищенствующие монашеские ордена, и основал в Констанце госпиталь.
Оставаясь до своей смерти сторонником Габсбургов, Генрих фон Клингенберг был, вероятно, автором ныне утраченной габсбургской хроники, на которую опирались позднейшие историки династии.
Как и многие констанцские епископы этого времени он много внимания уделял Цюриху, и был — согласно одной из теорий — меценатом цюрихского литературного кружка, на что косвенно указывает упоминание имени епископа в одном из произведений Иоганна Хадлауба. При этом вопрос о непосредственном участии Генриха фон Клингенберга в создании Манесского кодекса и Вайнгартенского песенника (нем. Weingartner Liederhandschrift) остаётся открытым.